# Arciprestazgo de El Puerto de Santa María-Rota
El Arciprestazgo de El Puerto de Santa María-Rota, es un arciprestazgo español que está bajo la jurisdicción del Obispado de Asidonia-Jerez y está compuesto por las siguientes parroquias:
| Población                | Parroquia                                                   |
| ------------------------ | ----------------------------------------------------------- |
| El Puerto de Santa María | Iglesia de Jesucristo Redentor y Nuestra Señora de la Palma |
| El Puerto de Santa María | Iglesia de Jesús de Nazaret                                 |
| El Puerto de Santa María | Iglesia de Nuestra Señora del Carmen y San Marcos           |
| El Puerto de Santa María | Iglesia de Nuestra Señora de la Medalla Milagrosa           |
| El Puerto de Santa María | Iglesia de Nuestra Señora de los Milagros                   |
| El Puerto de Santa María | Iglesia de San Francisco                                    |
| El Puerto de Santa María | Iglesia de San Joaquín                                      |
| El Puerto de Santa María | Iglesia de San José Obrero                                  |
| Rota                     | Iglesia de El Divino Salvador                               |
| Rota                     | Iglesia de Nuestra Señora del Carmen                        |
| Rota                     | Iglesia de Nuestra Señora del Mar                           |
| Rota                     | Iglesia de Nuestra Señora de la O                           |